# The Irrational
The Irrational är en amerikansk thriller- och dramaserie med USA-premiär den 25 september 2023. Första säsongen består av 10 avsnitt, och hade premiär på Viaplay den 8 november 2023.

## Handling
Serien kretsar Alec Baker som är en berömd professor i beteendevetenskap. Han använder sina kunskaper om mänskligt beteende för att lösa diverse fall som rör allt från regeringar, brottsbekämpning och företag.

## Rollista (i urval)
- Jesse L. Martin – Alec Baker
- Travina Springer – Kylie
- Arash DeMaxi – Rizwan
- Molly Kunz – Phoebe
- Maahra Hill – Marisa
- Ella Cannon – Lila